# Dragan Šutanovac

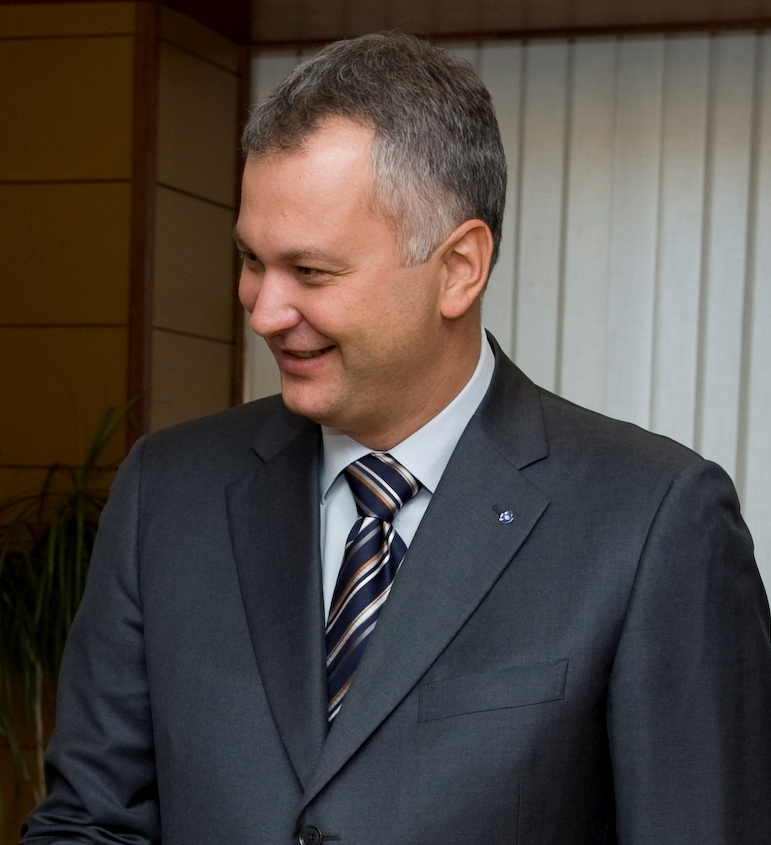
Šutanovac im Oktober 2008

Dragan Šutanovac (serbisch-kyrillisch Драган Шутановац; * 24. Juli 1968 in Belgrad, Jugoslawien) ist ein Vorsitzender der Demokratischen Partei und ehemaliger serbischer Verteidigungsminister.

## Leben
Er graduierte an der Maschinenbaufakultät der Universität Belgrad im Bereich Wasserkraft. Seine weitere Ausbildung machte er in den USA und in Deutschland. Im Jahr 2000 war er Abgesandter im Europäischen Parlament in Straßburg. Vom 1. November 2001 bis zum Februar 2003 war er Assistent des serbischen Innenministers. 2002 bis 2003 war er Vorsitzender des Ausschusses für Verteidigung und Sicherheit. Seit 2000 war er Abgeordneter im serbischen Parlament. Vom 15. Mai 2007 bis zum 27. Juli 2012 war er serbischer Verteidigungsminister; sein Nachfolger ist Aleksandar Vučić.
Er ist verheiratet und hat zwei Kinder.